# Torre do Cimo da Vila
A Torre do Cimo da Vila, também referida como Torre de Barcelos, Postigo da Muralha, Torre da Porta, Torre da Porta Nova ou Torre da Cadeia, localiza-se na freguesia de Barcelos, Vila Boa e Vila Frescainha (São Martinho e São Pedro), cidade e município do mesmo nome, distrito de Braga, em Portugal.
Encontra-se classificada como Monumento Nacional pelo Decreto n.º 11.454, publicado em 19 de Fevereiro de 1926.

## História
Constitui-se na antiga torre de menagem da povoação, sendo a única remanescente das três torres da primitiva muralha, cujas portas davam acesso ao interior da povoação. Esta torre foi edificada no século XV por determinação do 8º conde de Barcelos, e serviu inicialmente de residência ao alcaide.
Foi ocupada desde o final do século XVII até 1932, por uma cadeia, que substituiu a antiga prisão do Tronco. Posteriormente, serviu como armazém do Museu Arqueológico do Alcaide de Faria que tem como acervo objectos encontrados na Citânia da Franqueira ou Castro de Faria e nas ruínas do Castelo de Faria.
Atualmente a torre alberga o Centro de Artesanato de Barcelos.

## Características
A torre apresenta planta quadrangular, com paredes formadas por enormes pedras de granito, que, no lado Norte, chegam a ter dois metros de espessura.